# 2012 au Danemark
| Années du Danemark : 2009 - 2010 - 2011 - 2012 - 2013 - 2014 - 2015    |
| Décennies du Danemark : 1980 - 1990 - 2000 - 2010 - 2020 - 2030 - 2040 |

Cet article traite des événements qui se sont produits durant l'année 2012 au Danemark.

## Gouvernements
- Monarque : Margrethe II

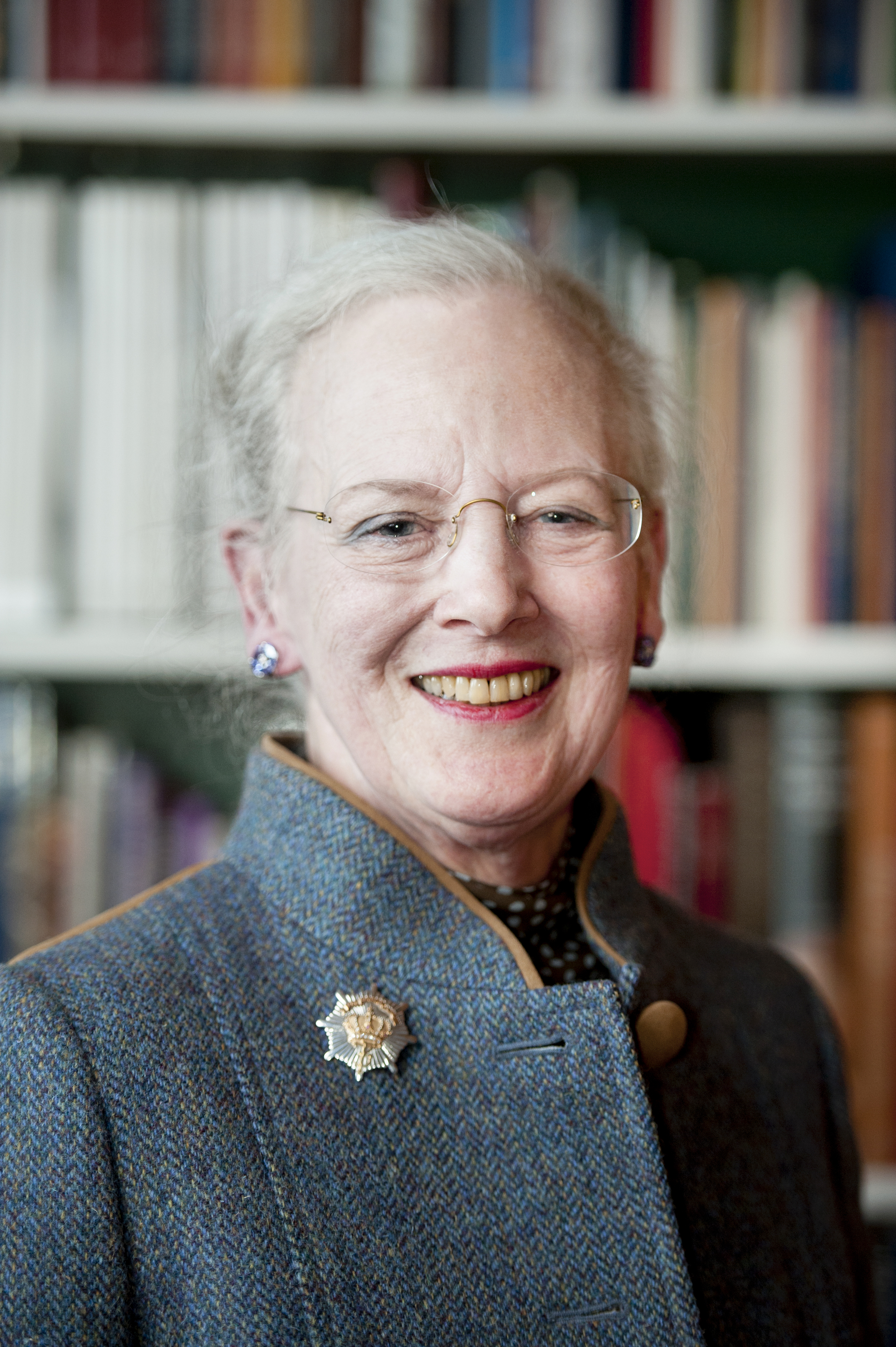
Margrethe II, reine souveraine de Danemark, en 2012

- Premier ministre : Helle Thorning Schmidt

## Événements

### Janvier 2012
- 1er janvier : le Danemark prend le contrôle de la présidence du Conseil de l'Union européenne pour un terme de six mois

### Juin 2012
- 15 juin : le mariage entre personnes de même sexe est autorisé sur tout le territoire métropolitain du Danemark

## Naissances en 2012
- 24 janvier : la princesse Athena de Danemark